# Fuwa
Fuwa é o grupo dos mascotes olímpicos das olimpíadas de Beijing 2008.
Beibei, Jingjing, Huanhuan, Yingying e Nini são as mascotes que simbolizam os Jogos Olímpicos de Verão de 2008, em Pequim. Em inglês, são chamados The Friendlies (Os Amistosos) e em chinês usa-se o termo 福娃 (Fúwá, que quer dizer "Crianças de boa sorte"). Foram apresentados publicamente em 11 de Novembro de 2005, a 1.000 dias exactos do início dos Jogos.
O nome das mascotes corresponde a uma repetição das sílabas da frase "Běijīng huānyíng nǐ" (Pequim dá-vos as boas-vindas). Houve acesa polémica em relação a que animal deveria representar o país (consideravam-se as opções do panda, macaco, tigre e dragão, entre outras) e foram escolhidos cinco animais característicos do país. A eleição destes animais tem muito simbolismo já que representam as cinco cores dos anéis olímpicos e os cinco elementos tradicionais chineses (metal, madeira, água, fogo e terra).
Cada mascote representa um continente diferente, de acordo com sua cor, que são as mesmas utilizadas nos Arcos Olímpicos. Beibei representa a Europa; Jingjing representa a África; Huanhuan representa a América; Yingying representa a Ásia; e Nini representa a Oceania.

## Mascotes
| Nome          | Sexo      | Cor      | Design            | Elemento | Personalidade         | Ideia        | Esporte                                                  | Inspiração                                                                | Nota |
| ------------- | --------- | -------- | ----------------- | -------- | --------------------- | ------------ | -------------------------------------------------------- | ------------------------------------------------------------------------- | --- |
| Beibei 贝贝   | Feminino  | Azul     | Peixe             | Água     | Generosidade, pureza  | Prosperidade | Esportes aquáticos : Natação, Pólo aquático              | Imagens decorativas do Ano novo chinês; Desenhos em artefactos neolíticos | Na cultura tradicional chinesa, o peixe representa prosperidade já que o seu ideograma (魚 / 鱼) se assemelha ao de abundância (餘 / 余).                 |
| Jīngjing 晶晶 | Masculino | Preto    | Panda             | Madeira  | Honestidade, otimismo | Felicidade   | Esportes que usam a força: Halterofilismo, Judo          | Dinastia Song, porcelanas antigas                                         | O panda é um dos símbolos nacionais da China e da protecção ambiental                                                                                     |
| Huanhuan 欢欢 | Masculino | Vermelho | Chama Olímpica    | Fogo     | Entusiasmo            | Paixão       | Esportes que usam a bola : Futebol, basquetebol,Voleibol | Desenhos de chamas nas Grutas Mogao                                       | Representa o Lema Olímpico «Citius, Altius, Fortius» (Mais rápido, mais alto, mais forte)                                                                 |
| Yingying 迎迎 | Masculino | Amarelo  | Antílope-tibetano | Terra    | Vivacidade, astúcia   | Saúde        | Atletismo                                                | Costumes do Tibete e Xinjiang                                             | O antílope é um dos animais mais velozes. É símbolo do planalto tibetano                                                                                  |
| Nīni 妮妮     | Feminino  | Verde    | Andorinha         | Ar       | Inocência             | Boa sorte    | Ginástica                                                | Pipa ou papagaio                                                          | As andorinhas são vistas como "mensageiras da Primavera" e simbolizam a boa sorte. O seu ideograma (燕) é usado no antigo nome de Pequim, Yanjing (燕京). |